# Élection sénatoriale partielle de 2024 à Saint-Pierre-et-Miquelon
L'élection sénatoriale partielle de 2024 à Saint-Pierre-et-Miquelon est une élection se déroulant le 8 décembre, dans le but d'élire le poste de sénateur représentant le territoire au Sénat à la suite de l'annulation de l'élection d'Annick Girardin (CSA) par le Conseil constitutionnel.
Le décret portant convocation du collège électoral est publié le 6 octobre 2024 au Journal officiel.

## Contexte local
Le 13 septembre 2024, Annick Girardin est déchue de son mandat de sénatrice de Saint-Pierre-et-Miquelon et est déclarée inéligible pour un an par le Conseil constitutionnel, en raison de son absence de compte de campagne,. Le 19 du même mois, le Conseil constitutionnel déclare Patrick Lebailly inéligible pour 3 ans, pour la même raison.

## Mode de scrutin
Le scrutin majoritaire uninominal à deux tours s'applique dans les circonscriptions élisant un ou deux sénateurs. Pour être élu au premier tour, il faut obtenir la majorité absolue des suffrages exprimés et un nombre de voix égal au quart des électeurs inscrits. À défaut, un second tour est organisé, où la majorité relative suffit. En cas d'égalité des suffrages, le plus âgé des candidats est élu.
Le nouveau représentant est élu pour une législature de 6 ans au suffrage universel indirect par les grands électeurs de la collectivité, dont les 19 conseillers territoriaux. À Saint-Pierre-et-Miquelon, le sénateur (avec son suppléant) est élu au scrutin majoritaire à deux tours.

## Présentation des candidats et des suppléants
| T/S | Candidats | Candidats          | Parti | Principale fonction                                       |
| --- | --------- | ------------------ | ----- | --------------------------------------------------------- |
| T   |           | Jean-Marc Ruel     | CSA   | 2e adjoint au maire de Saint-Pierre                       |
| S   |           | Nancy Hayes        | CSA   | 1re adjointe au maire de Miquelon-Langlade                |
| T   |           | Bernard Le Soavec  | AD    | -                                                         |
| S   |           | Naomi Haran        | AD    | Cinquième vice-présidente de la collectivité territoriale |
| T   |           | Martin Detcheverry | EPC   | Conseiller municipal de Saint-Pierre                      |
| S   |           | Karine Claireaux   | EPC   | Conseillère municipale de Saint-Pierre                    |

## Résultats
|                          | Jean-Marc Ruel           | CSA                      | 20 | 52,63 |  |  |  |
|                          | Bernard Le Soavec        | AD                       | 16 | 42,11 |  |  |  |
|                          | Martin Detcheverry       | EPC                      | 2  | 5,26  |  |  |  |
|                          |                          |                          |    |       |  |  |  |
| Suffrages exprimés       | Suffrages exprimés       | Suffrages exprimés       | 38 | 100   |  |  |  |
| Votes blancs             | Votes blancs             | Votes blancs             | 0  | 0     |  |  |  |
| Votes nuls               | Votes nuls               | Votes nuls               | 0  | 0     |  |  |  |
| Total                    | Total                    | Total                    | 38 | 100   |  |  |  |
| Abstention               | Abstention               | Abstention               | 0  | 0     |  |  |  |
| Inscrits / participation | Inscrits / participation | Inscrits / participation | 38 | 100   |  |  |  |

## Suites
Jean-Marc Ruel s'est engagé à démissionner de son mandat un an plus tard afin de favoriser le retour au Sénat d'Annick Girardin en représentation de l'archipel.